# Praia do Amador
A Praia do Amador é uma praia do Arquipélago de São Tomé e Príncipe, localiza-se a Este da ilha de São Tomé entre a Praia do Rei e o Ilhéu Santana, próxima à foz do Rio Abade.